# Yongchun
Yŏngchūn Xiàn o condado de Yŏngchūn es una localidad de la ciudad-prefectura de Quanzhou en la provincia de Fujian, República Popular China, con una población censada en noviembre de 2010 de 452 217 habitantes.
Se encuentra situada en el centro-este de la provincia, junto a la costa del mar de China Oriental y a poca distancia al sur de la capital provincial, Fuzhou.